# کیندو
کیندو (به لاتین: Kindu) یک شهر در جمهوری دموکراتیک کنگو است که در مانیما واقع شده‌است.

## خصوصیات
کیندو ۱۵۰ کیلومترمربع مساحت و ۱۷۲٬۳۲۱ نفر جمعیت دارد و ۵۰۴ متر بالاتر از سطح دریا واقع شده‌است.